# Пентены

Пентен-1

цис-пентен-2

Транс-пентен-2

Пенте́ны (амиле́ны, химическая формула — С5Н10) — органические соединения, относящиеся к классу непредельных углеводородов — алкенов (олефинов). 
Все пентены, при стандартных условиях являются низкокипящими жидкостями.

## Строение
Всего пентены насчитывают в своём составе 6 изомеров, в т. ч. цис- и транс-изомеров:
1. Пентен-1 (α-амилен):  CH2=CH-CH2-CH2-CH3
2. Цис-пентен-2 (цис-β-амилен):  CH3-CH=CH-CH2-CH3
3. транс-пентен-2 (транс-β-амилен):  CH3-CH=CH-CH2-CH3
4. 2-метил-1-бутен (γ-изоамилен):  CH2=C(CH3)-CH2-CH3
5. 2-метил-2-бутен (β-изоамилен):  CH3-C(СH3)=CH-CH3
6. 3-метил-1-бутен (α-изоамилен):  CH2=CH-CH(CH3)-CH3

Пентен в своей молекулярной структуре имеет одну двойную связь. 1-пентен и 2-пентен различаются по местонахождению ковалентной связи — в первой или второй углерод-углерод двойной связи. 1-пентен является альфа-олефином.

## Физические свойства
Пентены представляют собой низкокипящие жидкости, нерастворимые в воде, но растворимые в органических растворителях. Температура плавления находится в диапазоне от -168,5°C (3-метилбутен-1) до -137,56 (2-метилбутен-1), температура кипения меняется от 20,06°C (3-метилбутен-1) до 38,57°C (2-метилбутен-2).

## Химические свойства
Пентены обладают всеми свойствами алкенов.

## Получение
Наиболее часто 1-пентен образуется как побочный продукт каталитического или термического крекинга нефти или как побочный продукт производства этилена или пропилена путём термического крекинга углеводородных фракций.
1-Пентен необычайно устойчив в виде компонента смеси. Поэтому его смешивают с другими углеводородами и путём алкилирования с изобутаном используют для получения бензина.
Коммерческим производителем 1-пентена, алкена с двойной связью на конце линейной цепочки, является только южноафриканская нефтехимическая компания Sasol Ltd, выделяющая его из неочищенной нефти, используя процесс синтеза Фишера-Тропша.